# L'Autre Irène
Pour plus de détails, voir Fiche technique et Distribution.
L'Autre Irène est un film roumain, réalisé par Andrei Gruzsniczki, sorti en 2009. 

## Fiche technique
- Titre français : L'Autre Irène
- Titre roumain : Cealaltă Irina
- Réalisation : Andrei Gruzsniczki
- Scénario : Ileana Muntean, Andrei Gruzsniczki
- Genre : Film dramatique

## Distribution
- Andi Vasluianu
- Dragoş Bucur
- Vlad Ivanov
- Gabriel Spahiu (en)
- Dana Dogaru
- Doru Ana
- Oana Ioachim
- Ion Grosu
- Mihaela Sîrbu
- Simona Popescu
- Doru Niţescu
- Mihai Dinvale
- Dan Aştilean
- Constantin Ghenescu
- Carmen Lopăzan

## Récompenses et distinctions
- Festival international du film d'Arras 2009
  - Prix de la mise en scène
- Festival international du film d'amour 2010
  - Prix d'Interprétation masculine pour Andi Vasluianu